# Miftengris
Miftengris là một chi nhện trong họ Linyphiidae.